# Evanescence
Evanescence je americká hudební skupina hrající spojení gothic rocku, alternative rocku a alternative metalu. Název skupiny může být přeložen jako „pomíjivost“, „nestálost“, „zmizet jako pára“. Zakladatelka skupiny o své kapele řekla, že hrají především epicky dramatickou, temnou rockovou hudbu. Po textové stránce Evanescence zahrnuje témata od lásky přes zoufalství až po temnou beznaděj. Díky milionům prodaných desek také získali dvě sošky Grammy.

## Historie

### Vznik skupiny
Rocková formace Evanescence vznikla v roce 1998 v arkansaském městě Little Rock. Založili ji zpěvačka Amy Lee a kytarista Ben Moody, kteří se seznámili v teenagerských letech na dětském táboře, kde Amy občas zpívala a hrála na klavír. Ben ji uslyšel, jak zpívá píseň „I'll Do Anything For Love” a později ji přesvědčil o společném založení skupiny.

### Začátky a první EP

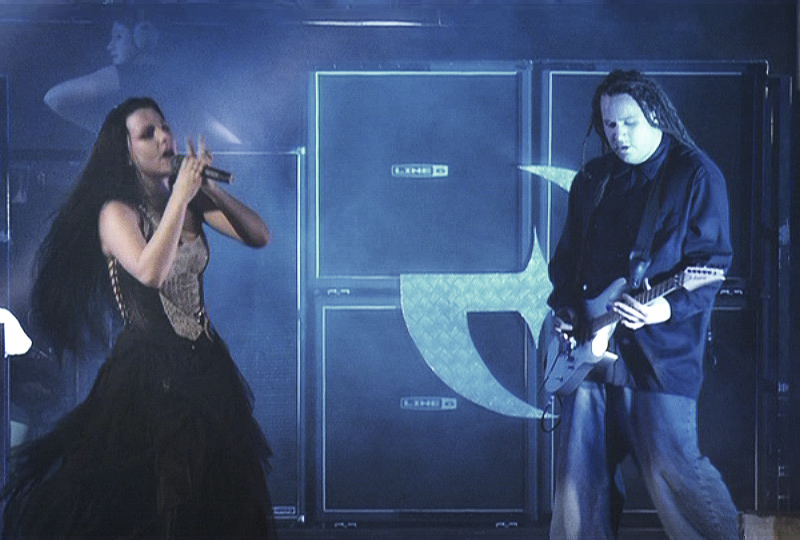
Evanescence v roce 2004

Evanescence o sobě nejprve dali vědět v Little Rocku na konci devadesátých let. Ale jak se dalo předpokládat, rocková kapela tohoto ražení to vzhledem k místním hudebním tradicím na americkém Středozápadu neměla nejjednodušší. „Mladí lidé zde většinou poslouchají death metal, starší generace zase podstatně měkčí hudbu,“ vysvětluje Lee. „Vlastně si nevzpomenu ani na jednu zdejší kapelu, která by měla v čele zpěvačku.“
A tak začali, ovlivněni širokým spektrem umělců, vydávat svá první EP. Ačkoli nedisponovali reputací získanou živými vystoupeními, rychle si vybudovali velmi dobré renomé.
„Paradoxně jsme s Amy zůstávali skrytí, hodně v ústraní,“ vzpomíná Moody. „Když jsme napsali druhou skladbu – sedmiminutový gothic-rockový hymnus Understanding, začala ho z nám neznámého důvodu hodně často hrát jedna místní rádiová stanice. Najednou jsme byli ve městě populární, jenže nikdo nás vlastně neznal, nikdo netušil, kde by nás mohl najít. A to vše jen kvůli tomu, že jsme si nemohli dovolit odehrát koncert. Byl jsem jen já a Amy. Peníze na muzikanty, kteří by s námi mohli hrát naživo, jsme prostě tehdy neměli.“
Evanescence vydali v roce 2000 vlastním nákladem své první plnohodnotné album Origin. To jim pomohlo k vytvoření hitu „My Immortal“ a posléze i k získání podpory pro oficiální vydání druhé desky Fallen.

### Vznik a vydání alba Fallen
Album Fallen bylo nahráváno mezi lety 2001 a 2003 a bylo vydáno 4. března 2003 u labelu Wind-up Records. Vznikalo v Los Angeles a kapele se na něm podařilo udržet rovnováhu mezi křehkou krásou a přirozenou rockovou tvrdostí. S druhou deskou se Evanescence proslavili i za oceánem, zejména písní „Bring Me To Life”, kterou na sebe upozornili hlavně v soundtracku k filmu Daredevil.

### Odchod Bena Moodyho
Dne 22. října 2003 skupinu opustil zakládající člen Ben Moody. Stalo se tak po hádce s ostatními členy, ve které šlo o rozdíly v tvorbě a názorech na jejich hudbu. Mnoho fanoušků bylo zmateno touto změnou, protože na desce Fallen se kromě Lee a Moodyho podílela také spousta jejich přátel. Mnozí příznivci skupiny se obávali, že Evanescence kvůli ztrátě jednoho ze svých zakladatelů zaniknou, ovšem nestalo se tak.
Na Moodyho post ve skupině byl dosazen kytarista Terry Balsamo. Od té doby Evanescence tvořili zpěvačka a klavíristka Amy Lee, kytarista Terry Balsamo, druhý kytarista John LeCompt, baskytarista Will Boyd a bubeník Rocky Gray. Složení kapely fanoušci označili jako lepší než kdy předtím.

### Vydání koncertního DVD Anywhere But Home
Dne 22. listopadu 2004 přibylo na kontě Evanescence CD a DVD s názvem Anywhere But Home. Jedná se o audio a videozáznam z jejich koncertu v Paříži z 25. května 2004, kde rocková formace zahrála nejen téměř všechny písně z Fallen, ale představila i jiné, dosud oficiálně nevydané písně „Missing, Breathe No More” a „Farther Away” a také cover písně „Thoughtless’’ od KoRn.

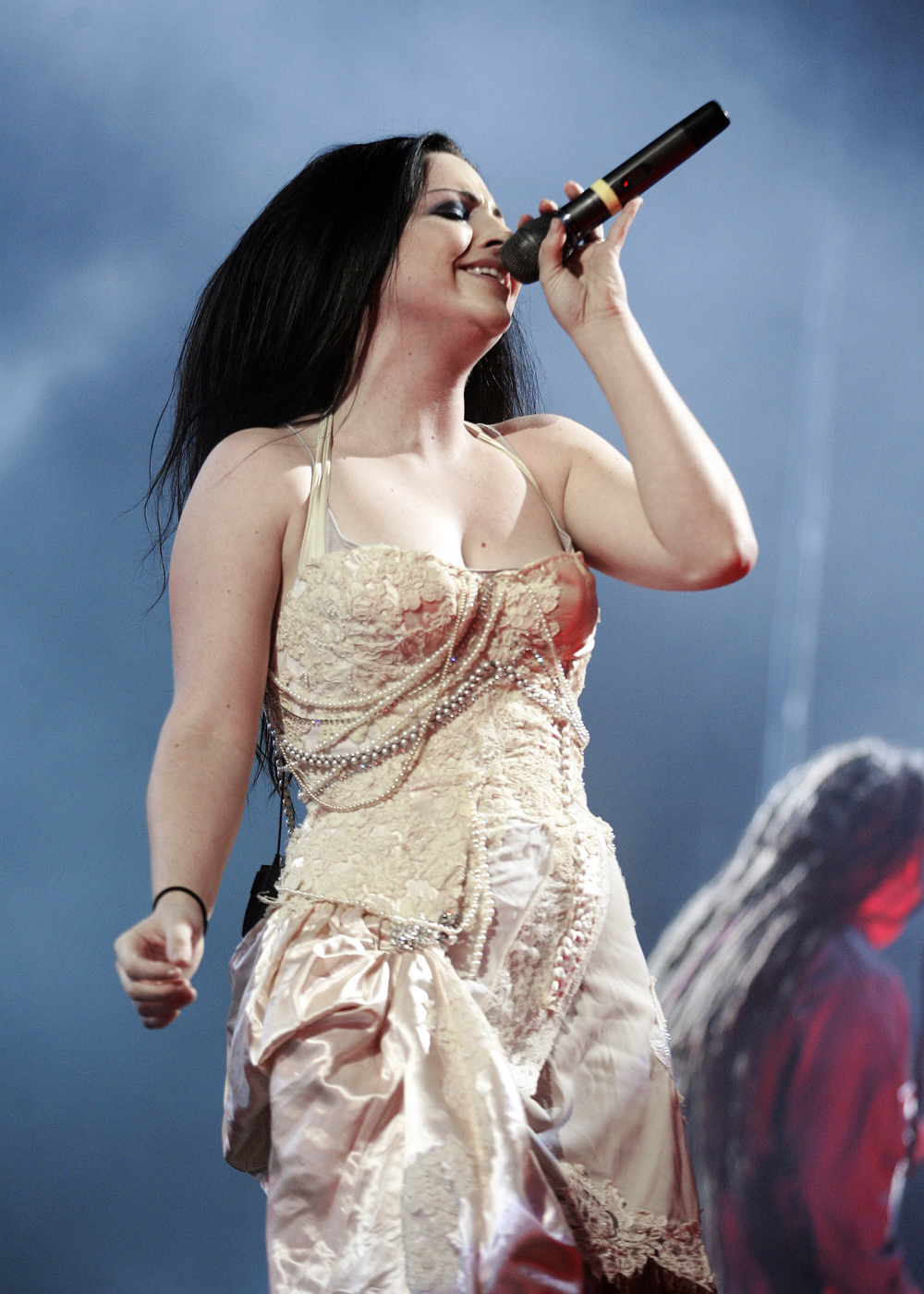
Amy Lee během vystoupení v Miami (2007)

### Změna na pozici baskytaristy
Dne 14. června 2006 opustil kapelu baskytarista Will Boyd. Údajně již nechtěl absolvovat další náročné turné po světě – kvůli tomu nebyl vůbec se svou rodinou, které by rád věnoval více času. Tuto změnu oznámila fanouškům sama Amy Lee na neoficiální webové diskusní stránce EvBoard.com.
V interview s MTV (10. srpna 2006) Amy Lee představila nového člena jménem Tim McCord, který opustil svou předchozí kapelu Revolution Smile a vyměnil kytaru za baskytaru.

### Singly a koncertní turné
V roce 2006 navštívili Amy Lee a John LeCompt Evropu, a to města Londýn, Barcelonu a Paříž. Po tomto turné vydali další úspěšné album The Open Door, které bylo v Evropě vydáno 2. října 2006. Obsahuje 13 písní, přičemž oficiálními singly se v uvedeném pořadí staly „Call Me When You're Sober’’, „Lithium’’, Sweet Sacrifice a Good Enough’’. Jmenované písně mají i své videoklipy.
Další turné Evanescence začalo října 2006 v Torontu, pokračovalo přes Kanadu, Japonsko, Austrálii a skončilo opět v USA. Druhé turné k The Open Door se konalo v rámci Family Values Tour 2007 s KoRn a dalšími skupinami. V plánu byl původně také koncert v Praze, ale nakonec byl z neznámého důvodu zrušen.
Amy Lee napsala také píseň Together Again, která měla být původně použita pro soundtrack k filmu Letopisy Narnie - Lev, Čarodějnice a Skříň (2005). Producenti píseň nakonec nepřijali s vyjádřením, že je „příliš temná“.

### Další změny v sestavě
V květnu 2007 ze skupiny odešli dva členové – bubeník Rocky Gray a kytarista John LeCompt. Vzhledem k tomu, že se oba věnovali i práci s jinými, poměrně tvrdšími kapelami, lze předpokládat, že došlo ke konfliktu ohledně hudebního stylu. Amy Lee krátce před svou svatbou na jaře 2007 najímá na dočasnou výpomoc dva nové hudebníky: Troye McLawhorna a Willa Hunta z kapely Dark New Day – a 6. května 2007 se vdává za svého přítele, terapeuta jménem Josh Hartzler. Dočasní členové doplňují sestavu Evanescence během dlouhého turné k albu The Open Door v roce 2007, po jeho skončení se oficiálně vracejí ke své původní kapele.

### Together Again
Deska The Open Door vyšvihla Evanescence na výsluní ve stovkách hitparád. Píseň „Together Again’’, která nakonec nebyla na album zařazena, vydávají Evanescence až o pět let později. Dne 22. ledna 2010 skupina oficiálně oznamuje, že vstupuje do partnerství s nadací United Nations Foundation a hodlají finančně podpořit jejich program pro výpomoc oblastem na Haiti, postiženým zemětřesením. Dosud nevydaný song byl tak zpřístupněn ke stažení každému, kdo zaslal dobrovolný příspěvek a podpořil tím United Nations’ Central Emergency Response Fund (CERF).

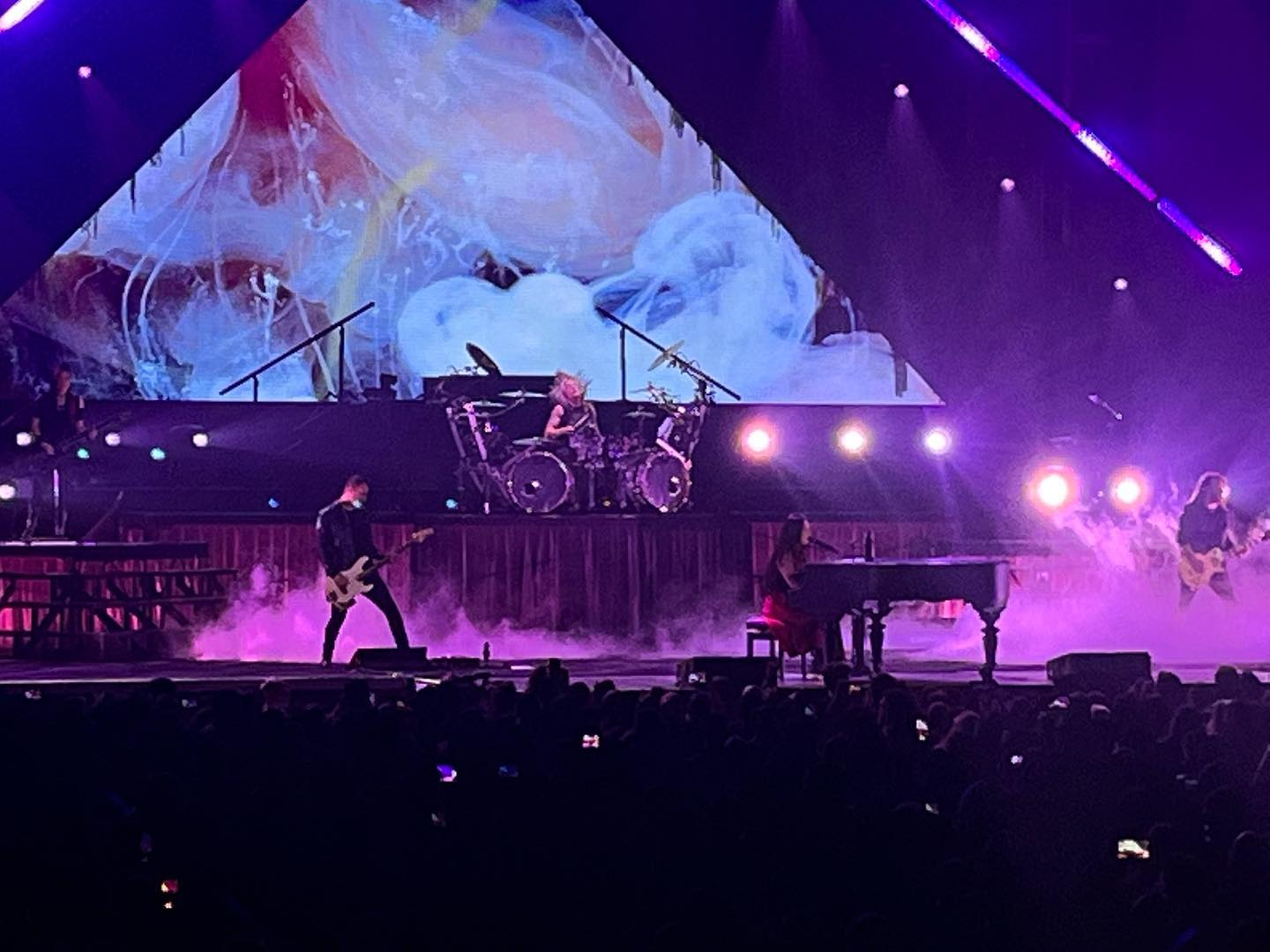
Evanescence v roce 2022

### Třetí studiové album Evanescence
Dne 11. října 2011 vyšlo album, nazvané Evanescence. Objevilo se ve dvou verzích – standardní CD se dvanácti skladbami a „Deluxe edition“ se čtyřmi bonusovými skladbami a přiloženým DVD, které obsahuje videoklipy a záběry ze zákulisí.
Nahrávání třetího alba začalo již 22. února 2010, kdy kapela oficiálně oznámila přesun do studia. Producentem nové desky měl být nejprve Steve Lillywhite (The Rolling Stones, U2). Později byla ale oznámena změna a desku produkoval Nick Raskulinecz (Foo Fighters, Alice in Chains). Lee později uvedla, že „Steve prostě nebyl správná volba“. Kapela se kvůli problémům s nahrávací značkou vrátila zpět k práci na novém albu až na začátku dubna 2011 a jeho vydání bylo naplánováno na podzim. Nahrávání probíhalo v Blackbird Studios v Nashville, Tennessee.
V rozhovoru s hudebním magazínem Kerrang! Lee později uvedla, že album se bude jmenovat jednoduše „Evanescence“. Pro tento název se rozhodla, protože skladby jsou „o kapele a o tom, jak se jí podařilo znovu se do Evanescence zamilovat“. Dalšími tématy jsou oceán, láska a svoboda.
První singl z desky se jmenoval „What You Want’’. Vyšel 9. srpna 2011. Dne 24. ledna 2012 vyšel druhý singl jménem „My Heart is Broken’’.

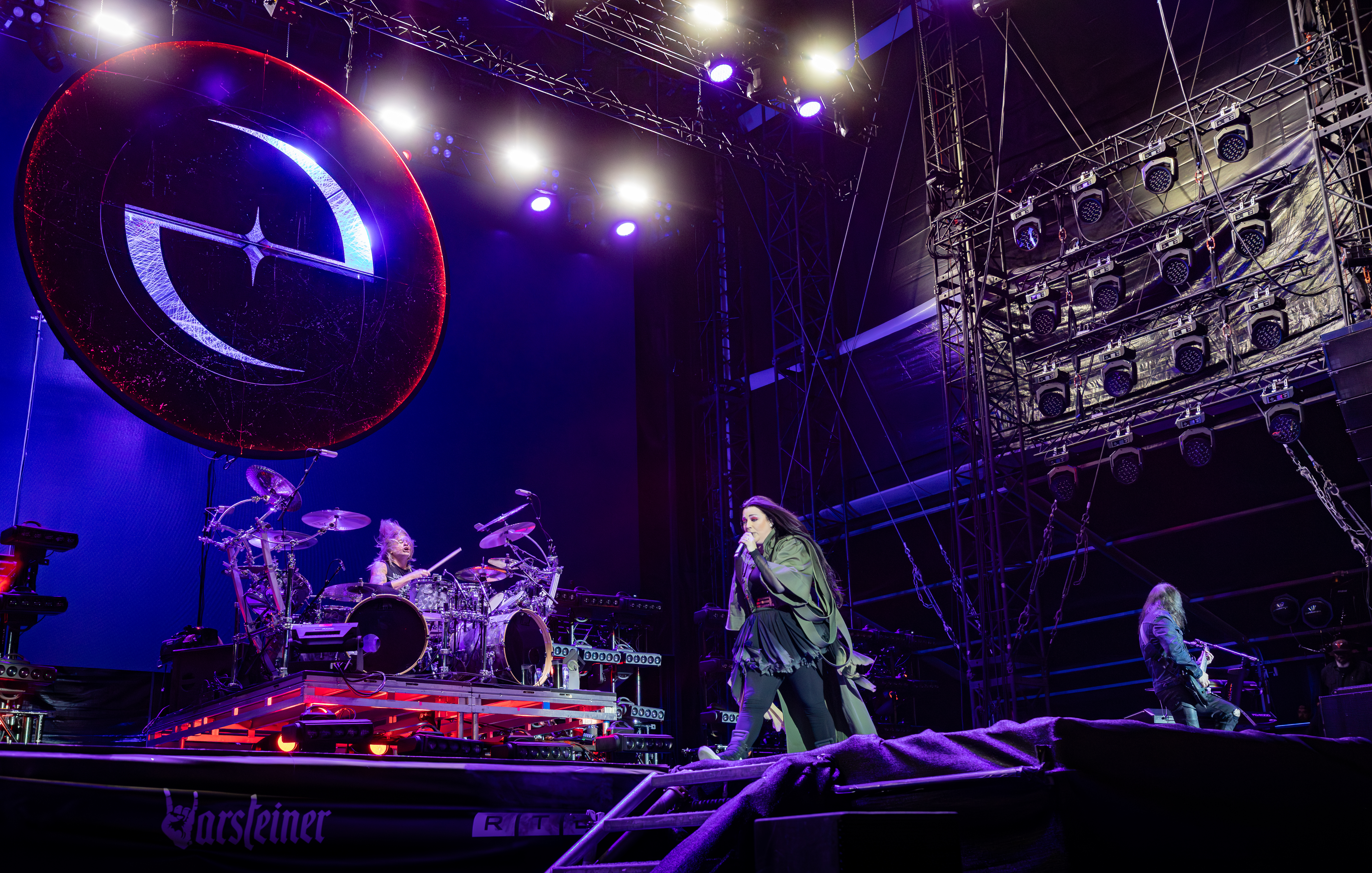
Evanescence v roce 2023

### Pokračování kapely
Čtvrté studiové album Synthesis kapely Evanescence bylo vydáno 10. listopadu 2017 prostřednictvím společnosti BMG Rights Management. Dne 26. března 2021 vydali své páté studiové album The Bitter Truth. V září 2024 kapela oznámila, že v listopadu 2024 vstoupí do studia, aby nahrála novou hudbu pro své šesté studiové album.

## Členové

### Současní členové
- Amy Lee – zpěv, klavír, klávesy, harfa (1994–současnost)
- Tim McCord – kytara (2022–současnost); basová kytara (2006–2022)
- Will Hunt – bicí (2007–současnost)
- Troy McLawhorn – kytara (2007–současnost)
- Emma Anzai – basová kytara, doprovodné vokály (2022–současnost)

#### Bývalí členové
- Ben Moody – kytara, bicí (1994–2003)
- David Hodges – klávesy, doprovodné vokály (2000–2002)
- Will Boyd – basová kytara (2005–2006; člen při turné 2003–2005)
- Rocky Gray – bicí (2005–2007; člen při turné 2003–2005)
- John LeCompt – kytara (2005–2007; člen při turné 2003–2005)
- Terry Balsamo – kytara (2003–2015)
- Jen Majura – kytara, doprovodné vokály, theremin (2017–2022; člen při turné 2015–2017)

## Diskografie

### Studiová alba
- Fallen (2003)
- The Open Door (2006)
- Evanescence (2011)
- Synthesis (2017)
- The Bitter Truth (2021)

### EP
- Evanescence EP (1998)
- Sound Asleep/Whisper EP (1999)
- Mystery EP (2003)

### Demo nahrávky
- Origin (2000)